# حجر جيري أحفوري

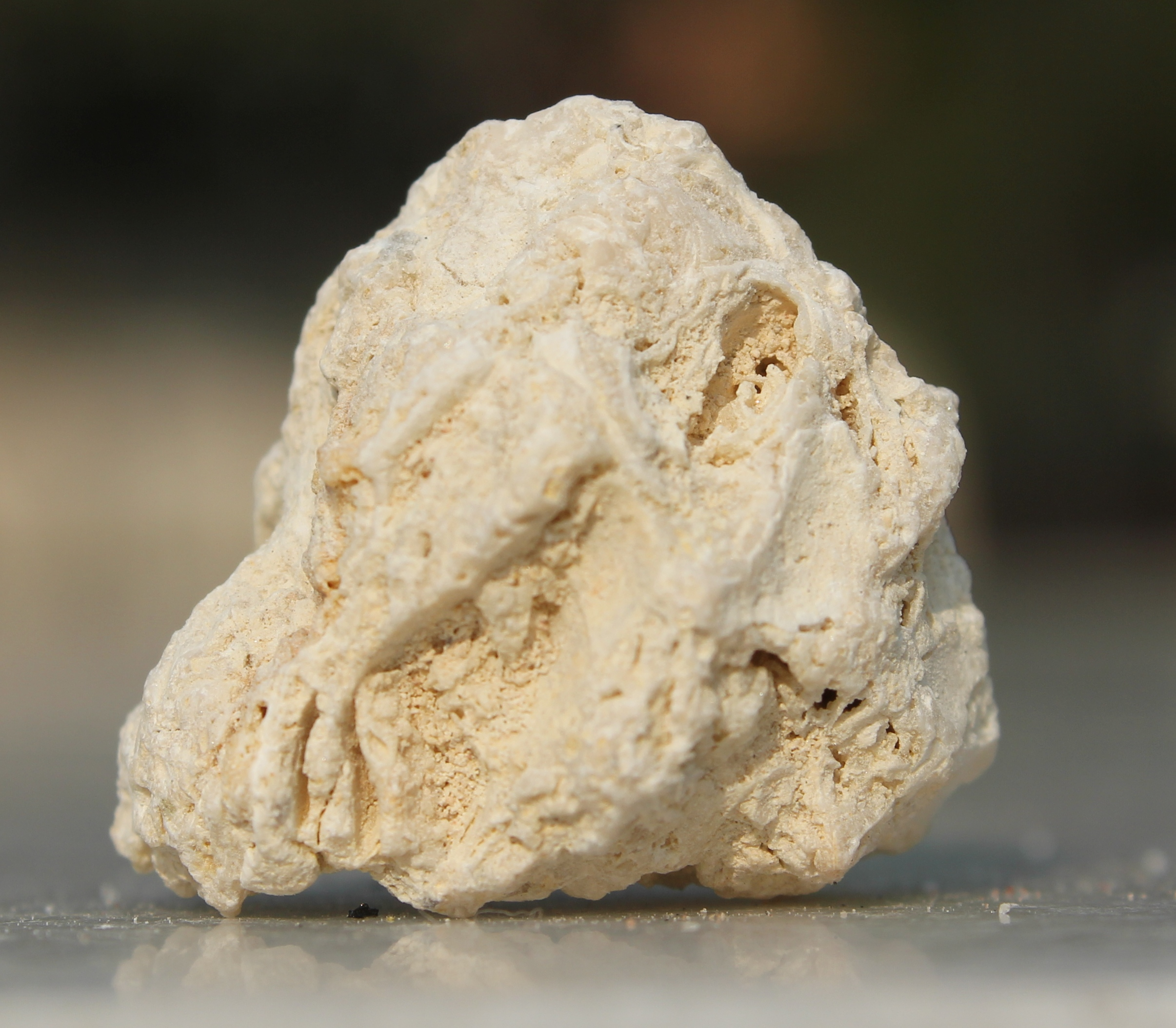
مثال على الحجر الجيري الأحفوري.

الحجر الجيري الأحفوري (بالإنجليزية: Fossiliferous limestone)‏، هو أي نوع من أنواع الحجر الجيري التي تكون معظم مكوناته من كربونات الكالسيوم على شكل معدن الكالسيت أو الأراجونيت، ويكون غني بالأحافير والمواد الأحفورية. قد تكون الأحافير الموجودة في هذه الصخور ذات أحجام مجهرية أو مرئية. والأحجام المرئية عادةً ما تكون أنواع من عضديات الأرجل أو بطنيات القدم أو زنبق البحر أو من الرخويات وغيرها.